# 최창락 (경찰)
최창락(崔昌洛, ? ~ ?)은 일제강점기 당시 만주 및 중국에서 활동했던 경찰이다.

## 생애
1924년 5월부터 1925년까지 젠다오 성(간도성) 옌지 현(연길현) 다라쯔(大拉子, 대랍자) 분서 순사로 근무했고, 1932년 1월부터 1933년 2월까지 젠다오(間島, 간도) 일본총영사관 경찰부 순사부장을 역임했다. 1933년 3월에는 김동호 등 만주에서 활동하던 항일 세력 10여 명을 검거했으며, 1933년 12월 21일 만주에서 활동하던 항일 세력을 체포한 공로를 인정받아 일본 정부로부터 공로금 30원을 받았다. 1934년 전후부터 1936년 8월까지 젠다오 일본총영사관 경찰부 경부보를 역임했다.
1934년 만주사변에 적극 협력한 공로를 인정받아 일본 정부로부터 훈8등 백색동엽장을 받았으며, 1934년 10월 15일에는 치안유지법 위반자를 검거한 공로를 인정받아 일본 정부로부터 공로기장과 공로가봉금 10원을 받았다. 젠다오 일본총영사관 경찰부 경부보로 재직 중이던 1935년 항일 운동 세력 20여 명을 체포했고, 1937년 1월 30일 소련 공산당 소속 탐정부원 19명을 체포한 공로를 인정받아 일본 정부로부터 상금 25원을 받았다.
1936년 9월 21일부터 1938년 3월 15일까지 톈진 일본총영사관 경찰부 고등계 특별반 경부보로 근무했으며, 1937년 7월 톈진조선인민회 고문을 역임했다. 1938년 3월 15일부터 5월 31일까지 톈진 일본총영사관 경찰부 경부로 근무했다. 중일 전쟁 당시인 1937년 7월 8일부터 1938년 5월 22일까지 비상 경계 근무 지휘관으로 활동하는 한편 일본 제국의 중국 내 도시 함락 축하 행사와 난징 신정부(왕징웨이 정권) 수립 축하 행사에서 경계 근무를 수행했다.
1938년 1월 12일 만주 사변 종군 기장 상금 55원을 받았고, 1938년 6월 1일 베이징 일본총영사관 경무부 경부로 임명되었다.
민족문제연구소의 친일인명사전 수록자 명단의 해외 부문, 친일반민족행위진상규명위원회가 발표한 친일반민족행위 705인 명단에 포함되었다.

## 참고 자료
- 친일반민족행위진상규명위원회 (2009). 〈최창락〉. 《친일반민족행위진상규명 보고서 Ⅳ-18》. 서울. 405~417쪽.